# Cúp quốc gia Andorra 2012
Cúp quốc gia Andorra 2012 là mùa giải thứ 20 của giải đấu bóng đá loại trực tiếp của Andorra. Giải đấu khởi tranh từ ngày 15 tháng 1 năm 2012 với các trận đấu ở vòng loại thứ nhất và kết thúc vào tháng 5 năm 2012 với trận Chung kết. UE Sant Julià là đương kim vô địch. Đội vô địch giành quyền tham gia vòng loại thứ nhất của UEFA Europa League 2012–13.

## Kết quả

### Vòng sơ loại
Vòng này có sự tham gia của 4 đội đứng cuối cùng ở Segona Divisió 2011–12 ở giai đoạn nghỉ giữa mùa: 
Penya Encarnada d'Andorra, FS La Massana, Principat B và Atlètic Club d'Escaldes. Các trận đấu diễn ra vào ngày 15 tháng 1 năm 2012.
| Đội 1         | Tỉ số | Đội 2                     |
| ------------- | ----- | ------------------------- |
| FS La Massana | 3–1   | Atlètic Club d'Escaldes   |
| Principat B   | 4–2   | Penya Encarnada d'Andorra |

### Vòng loại thứ nhất
Vòng này có sự tham gia của 6 đội đứng đầu của Segona Divisió 2011–12 ở giai đoạn nghỉ giữa mùa: Lusitanos B, UE Extremenya, FC Encamp, UE Santa Coloma B, Casa Estrella del Benfica và FC Santa Coloma B cùng với các đội thắng từ vòng sơ loại. Các trận đấu diễn ra vào ngày 22 tháng 1 năm 2012.
| Đội 1             | Tỉ số | Đội 2                     |
| ----------------- | ----- | ------------------------- |
| FS La Massana     | 1–3   | UE Santa Coloma B         |
| Principat B       | 6–4   | FC Encamp                 |
| FC Santa Coloma B | 3–1   | Casa Estrella del Benfica |
| UE Extremenya     | 2–0   | FC Lusitanos B            |

### Vòng loại thứ hai
Các đội Primera Divisió 2011–12 đứng thứ 5 đến thứ 8 sau 10 vòng đấu – Inter Club d'Escaldes, CE Principat, UE Engordany và FC Rànger's – tham gia vòng này cùng với đội thắng từ vòng loại thứ nhất. Trong một trận đấu, một đội Segona Divisió và một đội Primera Divisió được bốc thăm thi đấu với nhau. Các trận đấu diễn ra vào ngày 29 tháng 1 năm 2012.
| Đội 1             | Tỉ số | Đội 2                 |
| ----------------- | ----- | --------------------- |
| UE Santa Coloma B | 2–1   | UE Engordany          |
| Principat B       | 0–3   | Inter Club d'Escaldes |
| FC Santa Coloma B | 0–7   | CE Principat          |
| UE Extremenya     | 1–4   | FC Rànger's           |

### Vòng loại thứ ba
Các đội thắng ở vòng trước sẽ tham gia vòng này cùng với các đội từ Primera Divisió đứng thứ nhất đến thứ tư sau 10 vòng đấu – FC Santa Coloma, FC Lusitanos, UE Sant Julià, và UE Santa Coloma. Các trận lượt đi diễn ra vào ngày 5 and 12 tháng 2 năm 2012, trong khi các trận lượt về diễn ra vào ngày 19 tháng 2 năm 2012.
| Đội 1                 | TTS  | Đội 2           | Lượt đi | Lượt về |
| --------------------- | ---- | --------------- | ------- | ------- |
| UE Santa Coloma B     | 2–12 | UE Santa Coloma | 2–6     | 0–6     |
| Inter Club d'Escaldes | 0–7  | FC Lusitanos    | 0–1     | 0–6     |
| CE Principat          | 1–9  | UE Sant Julià   | 0–3     | 1–6     |
| FC Rànger's           | 0–17 | FC Santa Coloma | 0–7     | 0–10    |

### Bán kết
Các trận lượt đi diễn ra vào ngày 6 tháng 5 năm 2012 trong khi các trận lượt về diễn ra vào ngày 13 tháng 5 năm 2012.
| Đội 1           | TTS               | Đội 2           | Lượt đi | Lượt về |
| --------------- | ----------------- | --------------- | ------- | ------- |
| UE Santa Coloma | 2–3(sau hiệp phụ) | FC Lusitanos    | 1–1     | 1–2     |
| UE Sant Julià   | 0–5               | FC Santa Coloma | 0–3     | 0–2     |

### Chung kết
| FC Lusitanos | 0 − 1 | FC Santa Coloma        |
| ------------ | ----- | ---------------------- |
|              |       | Luis Filipe 42' (l.n.) |